# Just a song before I go
Just a song before I go is een lied van Crosby, Stills & Nash dat werd geschreven door Graham Nash. De single was in 1977 Alarmschijf bij Veronica.
Het werd in 1977 uitgebracht op een single met Dark star op de B-kant. Daarnaast verscheen het dat jaar op hun album CSN. Er verschenen enkele covers, zoals van de Deense zangeres Inger Marie Gundersen (Make this moment, 2006) en de Italiaanse band Rangzen (Live, 2008). Ook bracht Nash het zelf nog eens uit op zijn album Reflections (2009).
Het lied gaat over een artiest die tijdens zijn optreden nog een laatste lied speelt. Hierna wordt hij door een vrouw naar het vliegveld gebracht. Ze kijkt hem nog even liefdevol aan en dan is ze verdwenen.

## Hitnoteringen
De single stond 21 weken in de Amerikaanse Billboard Hot 100 en bereikte daar nummer 7 als hoogste notering. Verder bereikte het een notering in de hitlijsten in Nederland maar niet in die van België.

### Nederland
| Just a song before I go in de Nederlandse Top 40 van 25-06-1977 t/m 30-07-1977 | Just a song before I go in de Nederlandse Top 40 van 25-06-1977 t/m 30-07-1977 | Just a song before I go in de Nederlandse Top 40 van 25-06-1977 t/m 30-07-1977 | Just a song before I go in de Nederlandse Top 40 van 25-06-1977 t/m 30-07-1977 | Just a song before I go in de Nederlandse Top 40 van 25-06-1977 t/m 30-07-1977 | Just a song before I go in de Nederlandse Top 40 van 25-06-1977 t/m 30-07-1977 | Just a song before I go in de Nederlandse Top 40 van 25-06-1977 t/m 30-07-1977 | Just a song before I go in de Nederlandse Top 40 van 25-06-1977 t/m 30-07-1977 |
| Week                                                                           | 1                                                                              | 2                                                                              | 3                                                                              | 4                                                                              | 5                                                                              | 6                                                                              |                                                                                |
| ------------------------------------------------------------------------------ | ------------------------------------------------------------------------------ | ------------------------------------------------------------------------------ | ------------------------------------------------------------------------------ | ------------------------------------------------------------------------------ | ------------------------------------------------------------------------------ | ------------------------------------------------------------------------------ | ------------------------------------------------------------------------------ |
| Positie                                                                        | 30                                                                             | 25                                                                             | 22                                                                             | 23                                                                             | 36                                                                             | 38                                                                             | uit                                                                            |

| Just a song before I go in de Nationale Hitparade van 09-07-1977 t/m 16-07-1977 | Just a song before I go in de Nationale Hitparade van 09-07-1977 t/m 16-07-1977 | Just a song before I go in de Nationale Hitparade van 09-07-1977 t/m 16-07-1977 | Just a song before I go in de Nationale Hitparade van 09-07-1977 t/m 16-07-1977 |
| Week                                                                            | 1                                                                               | 2                                                                               |                                                                                 |
| ------------------------------------------------------------------------------- | ------------------------------------------------------------------------------- | ------------------------------------------------------------------------------- | ------------------------------------------------------------------------------- |
| Positie                                                                         | 30                                                                              | 23                                                                              | uit                                                                             |